# Orang Rimba
Les Orang Rimba, terme malais signifiant en français « gens de la forêt », sont une population de chasseurs-cueilleurs de la province indonésienne de Jambi, dans l'île de Sumatra. Rangés parmi les populations désignées sous le nom général de Kubu, ils vivent essentiellement dans la forêt, dans trois régions différentes :
- la partie occidentale de la province ;
- le parc national de Bukit Duabelas ;
- le parc national de Bukit Tigapuluh.

## Population
Leur nombre est d'environ 2 500 personnes qui se répartissent comme suit en 1998[réf. non conforme] :
| Kabupaten                 | Population |
| Kerinci                   | 794        |
| Bungotebo                 | 1 560      |
| Sarko                     | 315        |
| Batang Hari-Tanjungjabung | ?          |
| Total                     | 2 669      |

## Mode de vie
Les Orang Rimba pratiquent un système traditionnel de gestion des ressources forestières, consistant à enrichir et améliorer de façon sélective de nombreuses espèces d'arbres et de plantes. Leur économie est fondée sur la cueillette de produits de la forêt autres que le bois, la chasse et l'essartage.		
Jusqu'à très récemment[Quand ?], la région habitée par les Orang Rimba était couverte de forêt tropicale. Les Orang Rimba sont de plus en plus marginalisés par une déforestation à grande échelle principalement en vue d'établir des plantations de palmier à huile. À Sumatra beaucoup de forêts ont disparu depuis ces 20 dernières années[Quand ?], la fragmentation du couvert végétal de l’île et le manque de ressource empêchent ce peuple de vivre convenablement au milieu de la nature.
Les Orang Rimba pratiquent traditionnellement le besesandingon, une forme de quarantaine. Autrefois[Quand ?], quand l'un d'eux souffrait d'une toux, il n'avait pas le droit de passer par le même chemin que le reste de la communauté, ou si c'était impossible il marquait son passage par des branchages à l'entrée et à la sortie. Aujourd'hui encore, un Orang Rimba infecté doit le signaler, et son groupe doit en informer les autres groupes ; s'il le cache il encourt une amende de deux pièces de tissu, et si la contamination entraîne la mort d'un tiers, l'amende peut monter jusqu'à 500 pièces. Le malade doit s'isoler temporairement à environ 500 m du campement le plus proche, et reçoit de la nourriture et des remèdes. À l'annonce de la pandémie de Covid-19, les Orang Rimba qui campaient à la lisière de la forêt se sont repliés à l'intérieur, à des dizaines de kilomètres du point de ravitaillement le plus proche,.